# Министерство по делам молодёжи и спорта Индии
Министерство по делам молодёжи и спорта Индии было создано первоначально как Департамент спорта во время организации в 1982 году Азиатских Игр в Нью-Дели. Его название было изменено на Департамент по делам молодежи и спорта во время празднования Международного года молодежи в 1985 году. Он стал Министерством 27 мая 2000 года. Нынешним министром спорта и по делам молодежи является Шри Аджай Макен, который был назначен в ноябре 2010 года, сразу после завершения Игр Содружества в Дели.